# Warner Bros. Discovery Asia-Pacific
Warner Bros. Discovery Networks Asia-Pacific es una filial de Warner Bros. Discovery que opera varios canales de televisión en Asia y Australasia, junto con el servicio de streaming Discovery+.
En abril de 2022, WarnerMedia Entertainment Neworks Asia Pacific (fundada en 1989) se fusionó con Discovery Asia-Pacific (fundada en 1994) después de que sus propietarios, WarnerMedia (entonces propiedad de AT&T antes de ser escindida), se fusionaran con Discovery, Inc. En consecuencia, se ha anunciado que Discovery+ se fusionará con HBO Max.